# Kirchhoffova zakona
Kirchhoffova izreka je leta 1845 oblikoval nemški fizik Gustav Robert Kirchhoff (1824–1887). Fizikalna zakona obravnavata električne napetosti in električne tokove v električnem krogu.

## 1. Kirchhoffov zakon tokovnega vozlišča
Vsota električnih tokov, ki pritekajo v neko vozlišče v električnem krogu, je enaka vsoti tokov, ki iz tega vozlišča odtekajo, ali drugače povedano, vsota tokov v vozlišču je enaka 0.
Bolj strokovno povedano: I. Kirchhoffov izrek pravi, da je pri vzporedni vezavi uporov na vseh uporih napetost enaka, tok vira pa se razdeli na posamezne upore.

## 2. Kirchhoffov zakon napetostne zanke
V sklenjeni tokovni zanki je vsota padcev napetosti na vseh elementih v zanki enaka vsoti napetosti na vseh izvirih napetosti, ki nastopajo v zanki, ali drugače povedano, razlika električnih potencialov v zanki pri zaporedni vezavi upornikov je enaka 0.